# Julio Tello

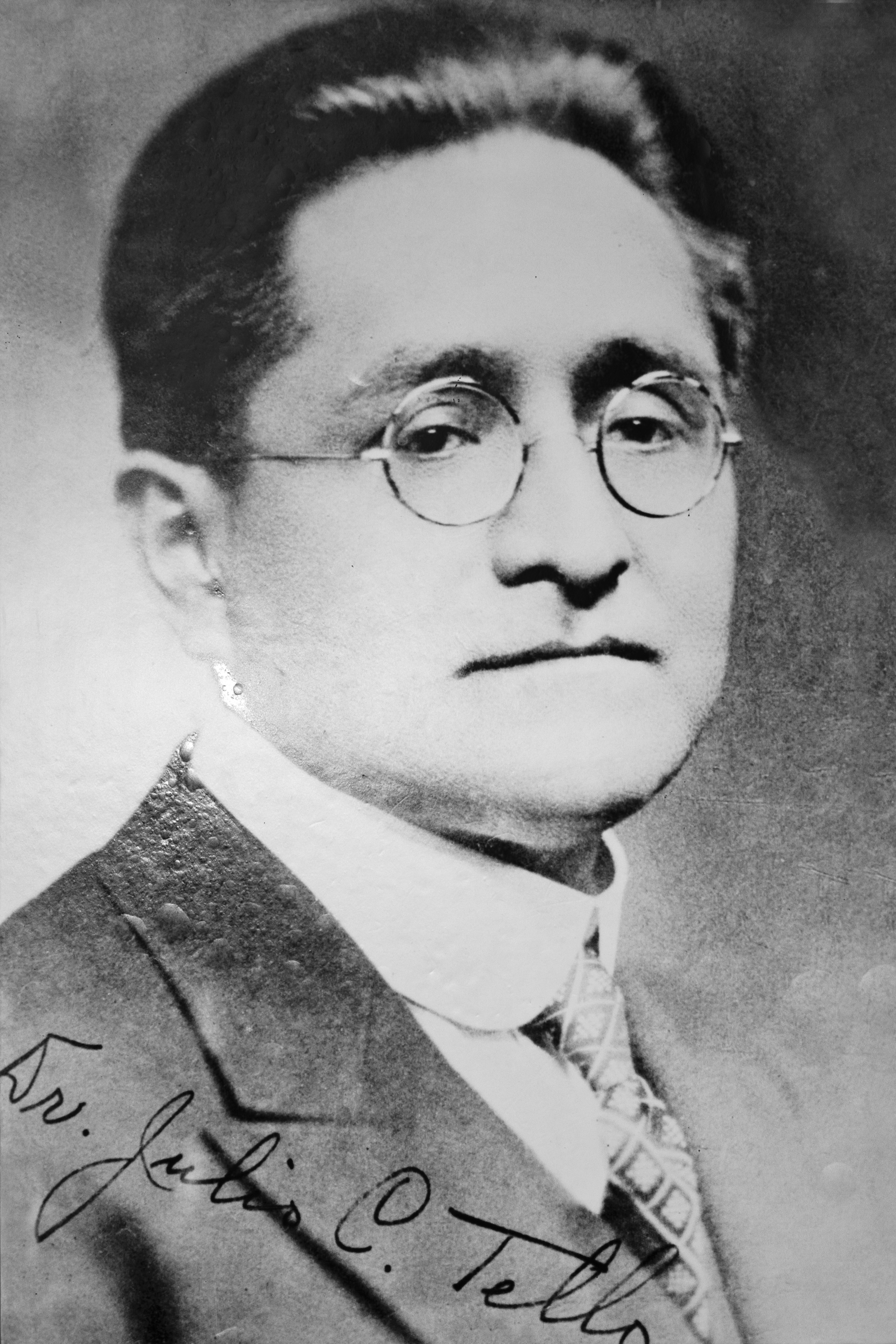
Julio Tello um 1910 als Doktor in Harvard

Julio César Tello Rojas (* 11. April 1880 in Huarochirí; † 7. Juni 1947 in Lima) war ein peruanischer Mediziner, Anthropologe und Archäologe. Dabei wird er als „Vater der peruanischen Archäologie“ bezeichnet. Außerdem war er der erste Archäologe indianischer Abstammung Amerikas. Im Laufe seiner Karriere machte er wegweisende Ausgrabungen zur prähistorischen Paracas-Kultur und begründete das nationale Museum für Archäologie.

## Leben
Julio Tello wurde 1880 in einem Dorf der Provinz Huarochirí als Sohn des Bauern Julián Tello und seiner Frau María Asunción Rojas geboren; daheim sprach man Quechua, die verbreitetste indigene Sprache Perus, die damals auch noch in Huarochirí gesprochen wurde. Er war in der Lage, eine erstklassige Ausbildung zu erlangen, da die zuständigen Stellen die Regierung davon überzeugen konnten, dass der junge Julio Tello diese Förderung verdiente.

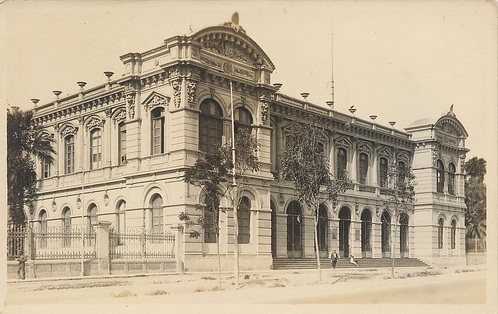
Medizinische Fakultät San Fernando der Universidad Nacional Mayor de San Marcos, vor 1920

So machte Tello 1909 seinen Abschluss als Bachelor in Medizin an der Universidad Nacional Mayor de San Marcos. Bereits während seiner Studienzeit interessierte er sich für die Technik der Trepanation bei den einheimischen Stämmen der Huarochirí-Region und sammelte eine große Anzahl von entsprechenden Schädel-Artefakten. Außerdem studierte er frühkindliche Krankheiten innerhalb der Population. Seine Sammlung sollte später die Basis für die entsprechende Sammlung seiner Universität bilden. Somit wurden seine Fähigkeiten früh von älteren Wissenschaftlern erkannt, wodurch er weiterhin gefördert wurde. Außerdem gehören seine dementsprechenden Studien trotz ihres Alters bis heute zu den detailliertesten und aufschlussreichsten zur Trepanation in Südamerika.
Man bot ihm einen Studienplatz an der Harvard University an, wo er bis 1911 Kulturanthropologie studierte und auch dort seinen Master machte. Daraufhin wandte Tello sich nach Europa, um hier Archäologie zu studieren. 1911 schloss er sich dem International Congress of Americanists in England an, in dem er später eines der prominentesten Mitglieder werden sollte. Dies bildete auch den Beginn eines international orientierten Lebens. 1912 lernte Julio Tello auf dem International Congress of Americanists eine junge englische Studentin der London University, Olive Mabel Cheesman, kennen, die er im selben Jahr heiratete.
Julio Tello reiste viel im Laufe seines Lebens und lud viele auswärtige Wissenschaftler nach Peru ein, wodurch er ein internationales Netzwerk begründete, zu deren Umfeld sogar Alfred Charles Kinsey gehörte, da er ihm Zutritt zu der umfangreichen erotischen Sammlung seines Museums gewährte. Aufgrund der Tatsache, dass Tello eine größere Anzahl von wissenschaftlichen Abhandlungen in weniger bekannten spanischsprachigen Handbuchreihen und Tageszeitungen veröffentlichte, blieben seine Erkenntnisse meist nur den Experten vorbehalten. Einige seiner Theorien und Entdeckungen sind daher außerhalb Südamerikas wenig bekannt.

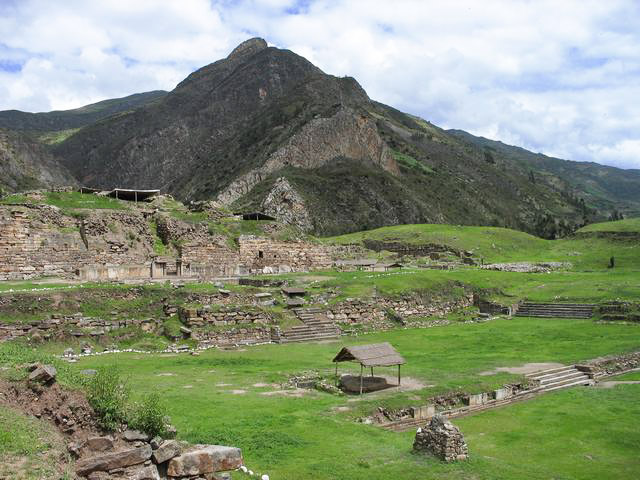
Ausgrabungsstätte in Chavín de Huántar

Tello leitete mehrere Ausgrabungen und trug zur Entwicklung der peruanischen Archäologie bei. Die Chavin-Kultur stellt für ihn diese „Mutterkultur“ dar. Seit 1985 gilt die Zitadelle von Chavin als UNESCO-Welterbe.
Im Gegensatz zu den Meinungen seiner Zeit vertrat er speziell mit Hinblick auf die Chavin-Kultur die Theorie, dass die einheimischen Zivilisationen Perus sich autochthon entwickelt hätten und nicht durch fremde Einflüsse. Diese Streitfrage schien lange Zeit nicht geklärt zu sein, da „Vor- oder Frühformen noch nicht gefunden wurden“. Ausgerechnet Tellos Biograf Burger widersprach ihm darin 1992, da er in der Chavin-Kultur eine Verschmelzung von Vorgängerkulturen der Küstenregionen und des Tropenwalds in eine kosmopolitische Hochlandkultur sah.
Sein Lebenswerk waren seine Forschungen, die das Ziel haben, die Welt mit den Präkolumbischen Kulturen Perus bekannt zu machen. Auch für Sprachwissenschaftler ist Julio Tello interessant: 1748 schrieb der Franziskanerobservant Pedro de la Mata eine Grammatik der Cholón-Sprache, Arte de la lengua Cholóna; 1772 transkribierte der Franziskanerobservant Gerónimo Clota das Werk; 1923 transkribierte Tello seinerseits den ersten Teil des Manuskripts von 1772 und machte die Arbeit so leichter zugänglich.
Indem er den Presse- und Sportfotografen Abraham Guillén, der aus politischen Gründen keine herkömmlichen Aufträge mehr bekam, bei seinen Ausgrabungen als Dokumentationsfotografen auch offiziell beschäftigte, schuf er die Basis für ein umfangreiches peruanisches Fotoarchiv.
Er wurde Abgeordneter von Huarochiri von 1917 bis 1929 im Kongress der Republik Peru, gründete 1924 das Museo de Arqueología Peruana. Er starb 1947 und wurde im Garten des Museo de Arqueología y Antropología bestattet.
Zu seinem 125. Geburtstag gab die Peruanische Post 2005 eine Gedenkbriefmarke heraus.

## Archäologische Arbeit

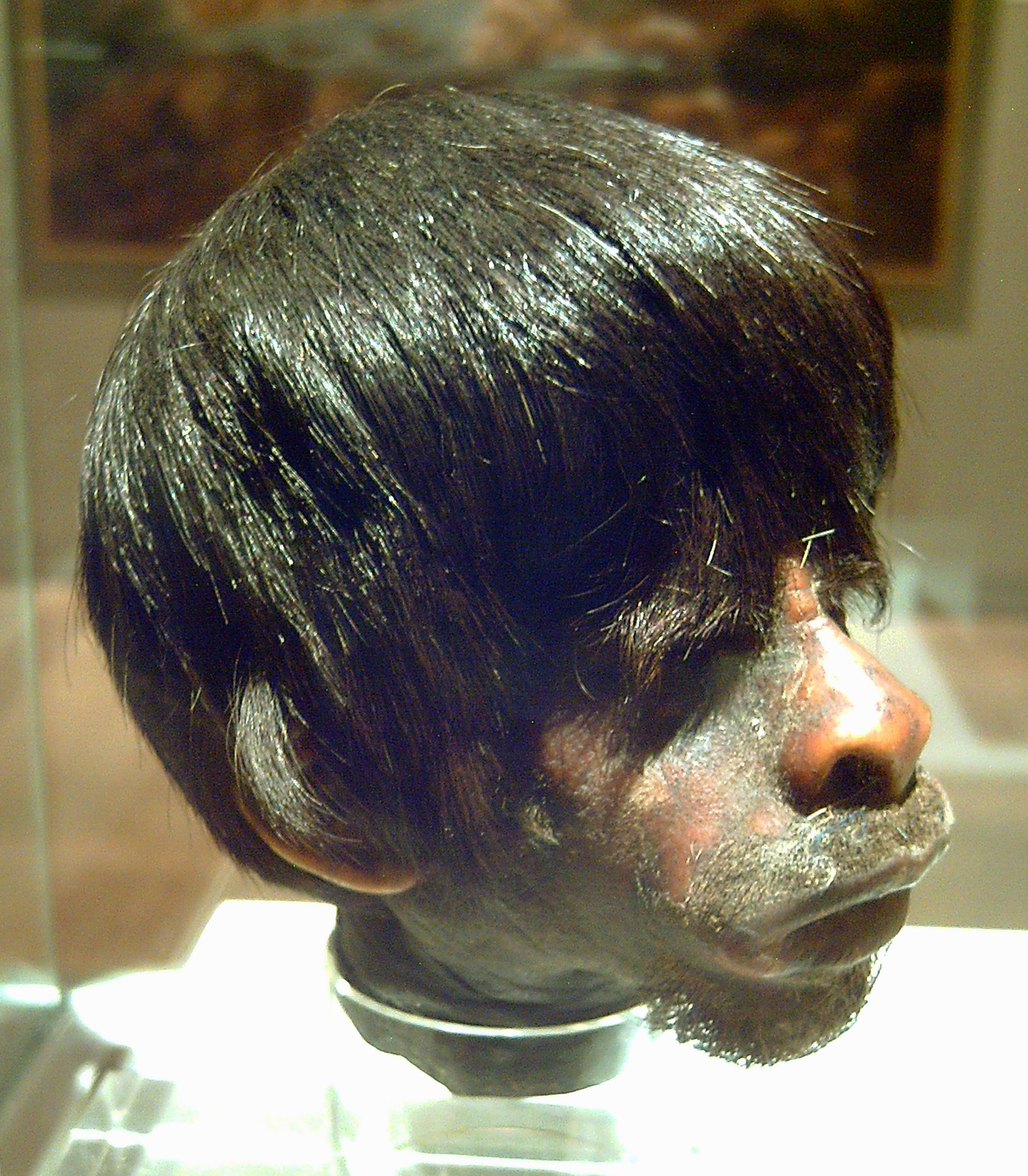
Schrumpfkopf der Jivaro-Indianer

Bereits 1918 war Tello der erste Wissenschaftler, der eine ethnologische Analogie zu der Ikonographie der Trophäenköpfe der Nazca-Kultur aus seiner Kenntnis der Kopfjägerpraxis der Jivaro-Indianer im Osten Perus und Ecuadors ableitete und das Enthaupten der Feinde als rituelle Handlung interpretierte.
Julio Tello arbeitete 1919 mit seinem archäologischen Team in Chavín de Huantar. Dort entdeckte er eine Stele, die später ihm zu Ehren als Tello-Obelisk bezeichnet wurde. Die Konstruktion des ersten Tempels, den man dort entdeckte, datierte er auf 850 v. Chr. Die Arbeit seines Teams etablierte die These, dass man dort ein über mehrere Jahrhunderte bestehendes kulturelles Zentrum gestoßen war, dessen Blütezeit zwischen 500 und 300 v. Chr. bestanden haben mag. Bis zu den Entdeckungen des späten 20. Jahrhunderts, als man die Kultur der Norte Chico-Region entdeckte, die zwischen 3000 und 1800 v. Chr. existierte, hielt man die Chavín-Kultur für die älteste Perus.
Außerdem ist Tello bekannt für seine Entdeckung von 429 Mumienbündel in der Region des Cerro Colorado auf der Halbinsel von Paracas. Er besuchte die Gegend zum ersten Mal am 26. Juli 1925, als er einem alten Handelsweg folgte, den er bereits 1915 besucht hatte, um antike Textilien in Pisco zu erwerben. Im Jahre 1926 entdeckte er zusammen mit William Montgomery McGovern auf der Paracas-Halbinsel die Überreste von zwei Städten sowie die Ruinen einer dritten Stadt; in der ersten Stadt fand er eine Reihe von Gräbern mit jeweils 5–15 Mumien. Am 25. Oktober 1927 entdeckten sein Team und er die ersten 100 zeremoniell begrabenen Mumienbündel. Tello war der erste einheimische Ausgräber in Peru, der eine wissenschaftliche Sicherung derartiger Funde vorantrieb und organisierte sowie die Stratigraphie zur Datierung und Korrelation nutzte. 1928 begann man mit dem Abtransport zur Sicherung der Mumien, die bis heute eine der wichtigsten Quellen für die Erforschung der Paracas-Kultur liefern, die von 750 bis 100 v. Chr. bestand.

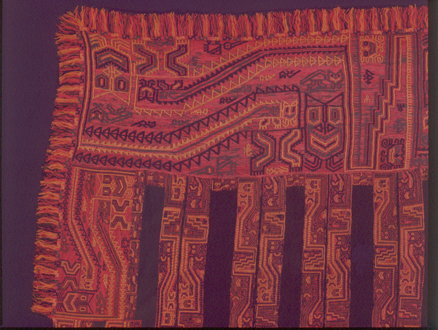
Teil eines textilen Begräbnismantels der Paracas-Kultur

Die Nekropole enthielt rituelle Begräbnisorte, an denen die Leichname in sitzender Haltung in Körben platziert wurden. Jeder der Körper war eingehüllt in große Tuchbahnen aus gewirkter Baumwolle, die mit Wolle verstickt worden war, um besondere Muster zu kreieren. Tello entdeckte diese Stoffe, die er selbst spektakulär fand. Tello und sein Team fanden insgesamt 394 textile Artefakte und konnten sich der finanziellen Unterstützung der Rockefeller Foundation versichern, um diese Funde zu konservieren. Mehr als 180 aus dieser Sammlung präsentierte man seit 1938 in der Ausstellung des Instituto de Investigaciones Antropologicas, wo Tellos Team auch angestellt war. Maria Reiche, die ursprünglich nur bei der Konservierung und Katalogisierung der Stoffe helfen sollte, wurde bei dieser Arbeit von beider Kollegen Paul Kosok auf die rätselhaften Nasca-Linien aufmerksam gemacht. Tello hatte die Geoglyphen zwar bereits 1926 in seinen Berichten vermerkt, ihnen aber kein weiteres Interesse gewürdigt. Seine Versuche hingegen die Herstellung der einzigartigen Töpferkunst der Küstenregion zu entschlüsseln, gelten bis heute als gelungen.
Im Gegensatz zu vielen seiner Kollegen glaubte Tello im Verbund mit seinem Landsmann Rafael Larco Hoyle lange, dass das Hochland der Anden Hochkulturen beherbergte und legte den Focus seiner Arbeit auf dieses Gebiet. Seine Theorien sollten sich in vielerlei Hinsicht als richtig erweisen, wie er zum einen selbst durch seine Ausgrabungsfunde in Chavin de Huantar und Ayacucho, dem Zentrum der Wari-Kultur, sowie in Pacheco belegte, und zum anderen durch die Forschungsergebnisse nachfolgender Generationen.

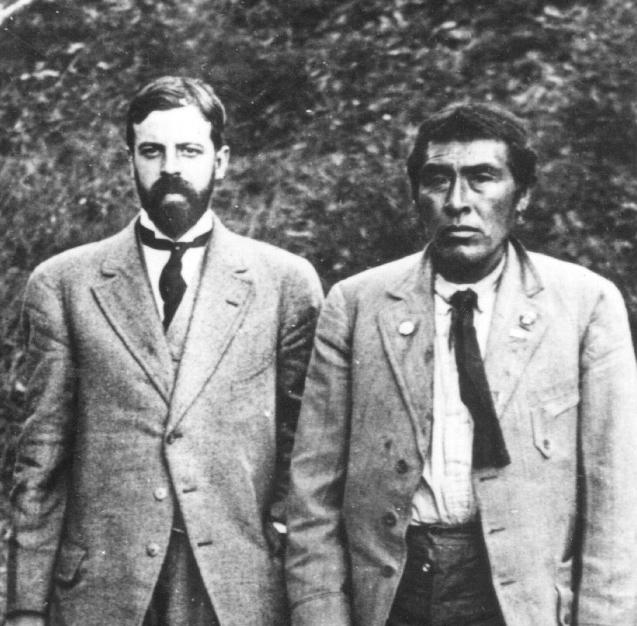
Alfred Kroeber (links) mit Ishi

1936 begründete er, zusammen mit anderen prominenten Wissenschaftler wie Alfred Kroeber, Samuel Lothrop und Wendell Bennett das Institute for Andean Research (IAR), um die weiteren Forschungen zu organisieren und zu veröffentlichen.
1938 verkündete der peruanische Präsident Oscar R. Benavides eine Reorganisation der staatlichen Museen. Beeindruckt von den textilen Funden in Paracas, ermächtigte er das Museo de Antropologia, diese Artefakte zu beherbergen. Am 3. Januar 1939 ernannte man Julio Tello zu dessen erstem Direktor. Heute trägt das Museum den Namen Museo Nacional de Arqueología Antropología e Historia del Perú.
In den 1940er Jahren untersuchte Tello mehrfach und ausgiebig Pachacámac in der Küstenregion südlich von Lima, hinterließ aber über seine Arbeiten keine technisch verwertbaren Unterlagen.
Das Julio C Tello Museum auf der Paracas-Halbinsel wurde Julio Tello zu Ehren benannt.

## Schriften (Auswahl)
- La antigüedad de la sífilis en el Perú. Revista Universitaria. Órgano de la Universidad Mayor de San Marcos. Año IV, Vol. IV, pp. 180–212, Lima 1918.
- El uso de las cabezas humanas artificialmente momificadas y su representación en el antiguo arte peruano. Lima 1918
- Introducción a la historia antigua del Perú. Lima 1921.
- Andean civilization : some problems of peruvian archaeology, USA 1928
- Antiguo Perú. Primera época. Editado por la Comisión Organizadora del Segundo Congreso Sudamericano de Turismo, Lima 1929.
- El strombus en el arte Chavin. Ed. Antena, Lima 1937.
- Las primeras edades del Perú. Museo de Antropología, Lima 1939.
- Discovery of the Chavin culture in Peru. Lima 1943.
- Arqueología del valle de Casma. Culturas: Chavín, Santa o Huaylas Yunga y Sub-Chimú. Informe de los trabajos de la Expedición Arqueológica al Marañón de 1937. Lima, Editorial San Marcos 1956.
- Paracas, primera parte. Vol. 1. Publicación antropológica del Archivo «Julio C. Tello» de la Universidad Nacional Mayor de San Marcos, Lima 1959.
- Guia de las ruinas de Pachacamac. Soc. Acad. de Estudios Americanos, Lima 1961.
- Chavín. Cultura matriz de la civilización andina. Primera parte. Publicación antropológica del Archivo «Julio C. Tello» de la Universidad Nacional Mayor de San Marcos. Vol. II. Lima 1970 (1. Aufl. 1960).
- Páginas escogidas. Selección y prólogo de Toribio Mejía Xesspe. Universidad Nacional Mayor de San Marcos, Lima 1976.
- Julio C. Tello: Discovery of the Chavin Culture in Peru. In: American Antiquity. Band 9, Nummer 1, 1943, S. 135–160, JSTOR:275457.